# Könkäsentunturi
Könkäsentunturi är en kulle i Finland.   Den ligger i den ekonomiska regionen  Fjäll-Lappland  och landskapet Lappland, i den norra delen av landet, 900 km norr om huvudstaden Helsingfors. Toppen på Könkäsentunturi är 539 meter över havet, eller 147 meter över den omgivande terrängen. Bredden vid basen är 2,2 km.
Terrängen runt Könkäsentunturi är platt åt sydväst, men åt nordost är den kuperad.  Trakten runt Könkäsentunturi är nära nog obefolkad, med mindre än två invånare per kvadratkilometer.